# Anton Langweil

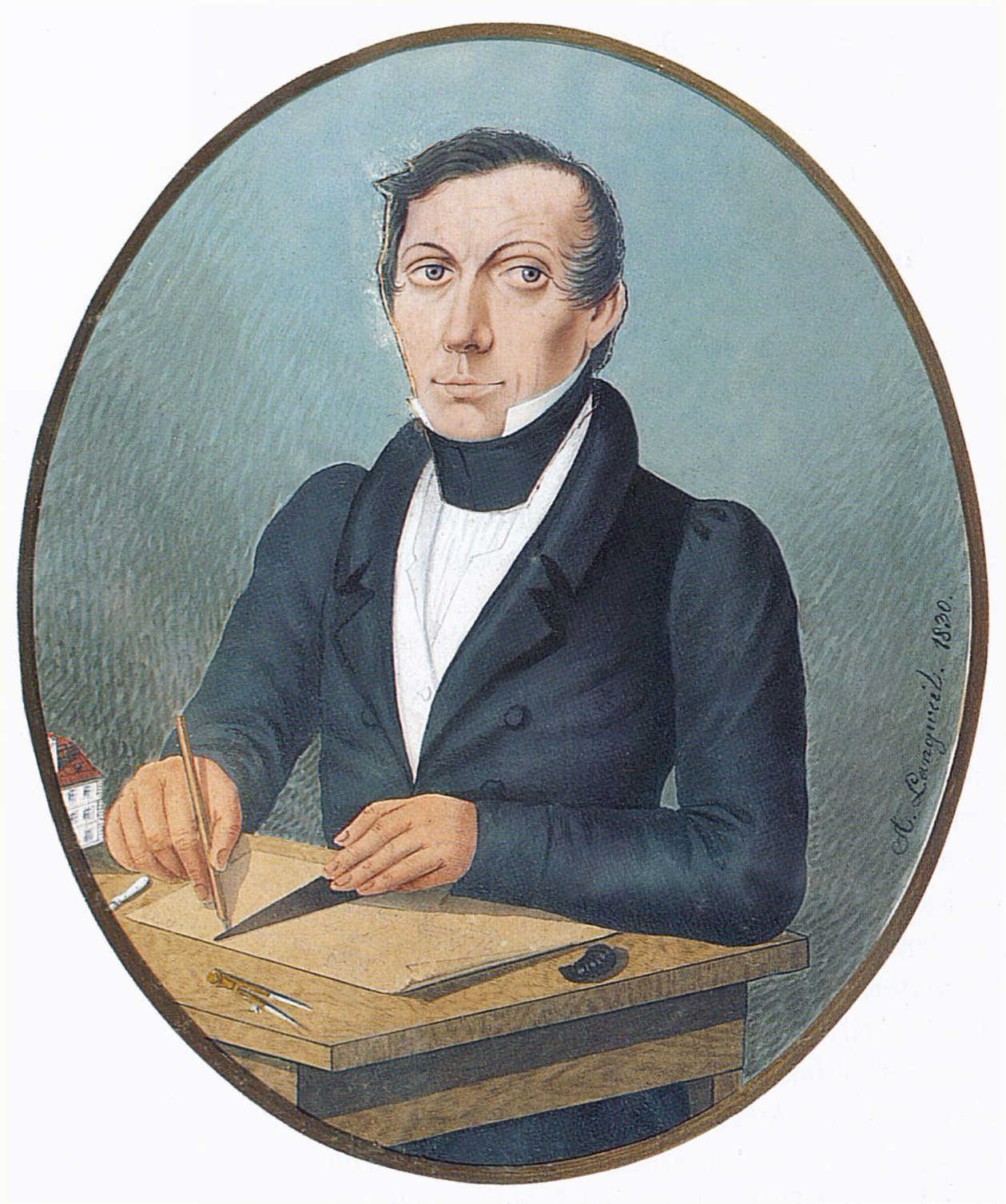
Anton Langweil, Selbstporträt (1830); Nationalmuseum, Prag

Anton Langweil, auch Antonín Langweil, (* 13. Juni 1791 in Postelberg; † 11. Juni 1837 in Prag) war ein böhmischer Lithograf, Bibliothekar, Maler und Modellbauer. Er erstellte das berühmte Modell der Stadt Prag, das heute im Museum der Hauptstadt Prag (Muzeum hlavního města Prahy) ausgestellt ist.

## Leben
Anton Langweil wurde als neuntes Kind geboren. Sein Vater Vít Dlouhachvíle (= tschechische Analogie zu „Langweil“) war Braumeister. Wenige Jahre später übersiedelte die Mutter Anna Maria (geb. Turkowitzer) mit den Kindern nach dem Tode des Vaters in ihre Geburtsstadt Krumau (Český Krumlov) und trat wie sein Vater in die Dienste derer von Schwarzenberg. 1812 absolvierte Langweil die örtliche Wirtschaftsschule, 1814 wurde er Rentmeister bei der Stadtverwaltung. Im Jahr 1815 heiratete er Zofie Misková.
1818 ging Langweil nach Wien, um dort die Kunst der Lithografie zu erlernen, die ihn äußerst faszinierte. Er ersuchte außerdem darum, eine lithografische Werkstatt in Krumau einrichten zu dürfen. Dies wurde ihm jedoch verwehrt, da nach den österreichischen Gesetzen solche Betriebe nur in den drei Hauptstädten Wien, Budapest und Prag zugelassen waren. 1819 zog Langweil deshalb mit seiner Familie nach Prag, wo er eine lithografische Werkstatt eröffnete. Da hier aber der Betrieb solcher Unternehmen nur Bürgern der Stadt erlaubt war und man zum Erwerb der Bürgerrechte Hausbesitzer sein musste, wurde seine Werkstatt schon ein Jahr später geschlossen. Langweil war es nicht gelungen, Grundbesitz zu erwerben. Deshalb suchte sich Langweil eine Anstellung in einer anderen Werkstatt.

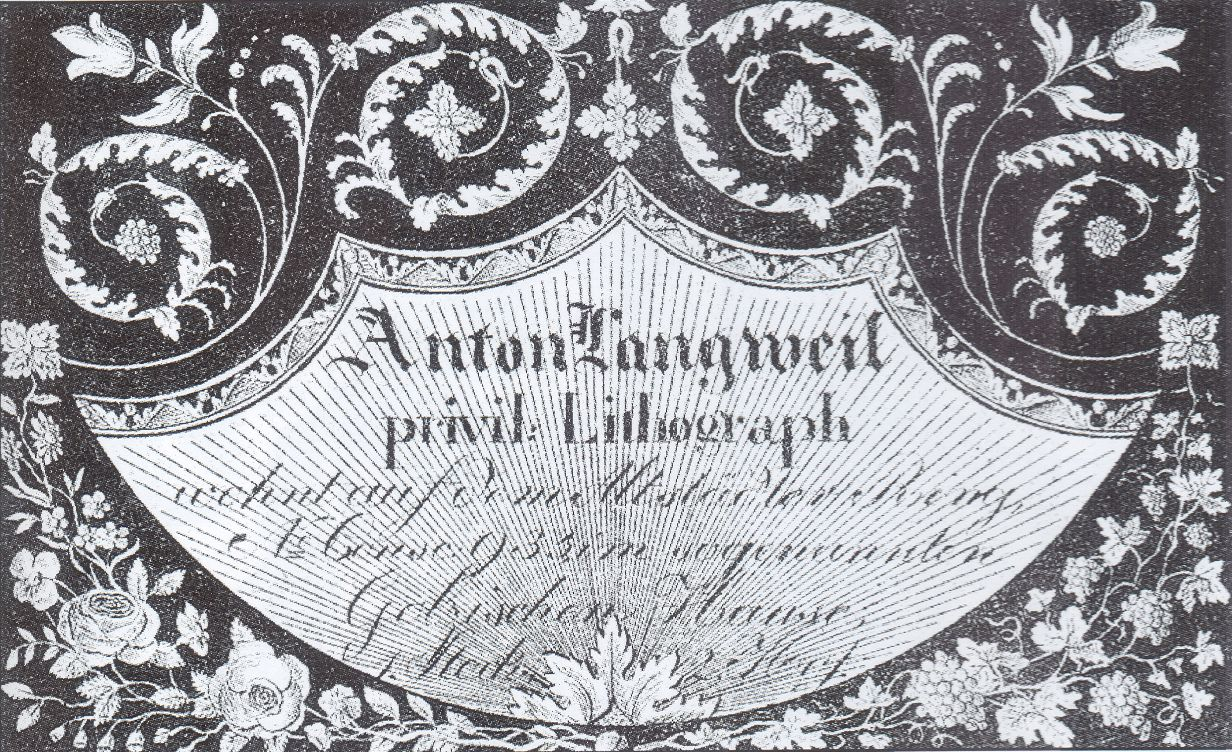
Seine Visitenkarte 1819: Anton Langweil, privil. Lithograph, wohnt auf dem Altstädter Ring, No. Consc. 933, im sogenannten Golzischen Hause, 1. Stock, 2. Hof

1822 wurde er Bibliothekar der Universitätsbibliothek. Nebenbei erstellte er Miniaturporträts und Bilder von Architekturmodellen, womit er sich Geld hinzuverdiente. 1826 sah Langweil auf einer Ausstellung das Modell der Stadt Paris von Symphorien Caron. Daraufhin begann er mit dem Bau eines Modells der Stadt Prag. 1829 waren bereits etwa 600 Hausmodelle fertiggestellt. Das Modell zeigte bereits weite Teile der Prager Altstadt und wurde unter großer Aufmerksamkeit der Öffentlichkeit vorgestellt. 1831 wurde das erweiterte Modell ein zweites Mal ausgestellt. Langweil plante, mit dem Modell durch Böhmen zu ziehen und es dort auszustellen, um der Bevölkerung des Landes einen Blick auf die Hauptstadt zu ermöglichen, da das Reisen damals nicht selbstverständlich war. Dies war aber auch der Grund für die Unterlassung des Planes: Das Modell war zu empfindlich für eine solche Unternehmung.
1833 stellte Langweil das Modell auf der 5. Böhmischen Industrieschau auf der Prager Burg aus. Auch Kaiser Franz I. sah das Modell. Langweil nutzte diese Gelegenheit, um den Kaiser in einem Brief um finanzielle Unterstützung seines Projektes zu bitten, da seine familiäre Lage mit inzwischen vier Töchtern prekär war, außerdem war seine Gesundheit angegriffen. Das Gesuch wurde jedoch abgelehnt. 1834 wurde sein Modell ein weiteres Mal ausgestellt. 1835 baute Langweil die Erweiterung des Modells um die Prager Burg. Damit wollte er erneut die Unterstützung des Kaisers Ferdinand I. erreichen. Er erhielt ein kaiserliches Geschenk von 150 Gulden, das seinem halben Jahresverdienst in der Bibliothek entsprach. Damit konnte er jedoch kaum für den Unterhalt seiner nun fünf Töchter sorgen.
Ab 1837 war Antonín Langweil so krank und erschöpft, dass er das Bett nicht mehr verlassen konnte. Um seiner Familie eine Versorgung zu ermöglichen, bot er das Modell dem Vaterländischen Museum an. Der Preis von 800 Gulden, der nur dem Materialwert entsprach, war den Verantwortlichen jedoch zu hoch. Man lehnte den Kauf ab.
1837 starb Langweil. 1840 schrieb seine Frau Zofie an den Kaiser und bot ihm das Modell zum Kauf an. Nach einem Wertgutachten kaufte dieser das Modell für nun 500 Gulden und schenkte es dem Vaterländischen Museum.

## Das Modell der Stadt Prag

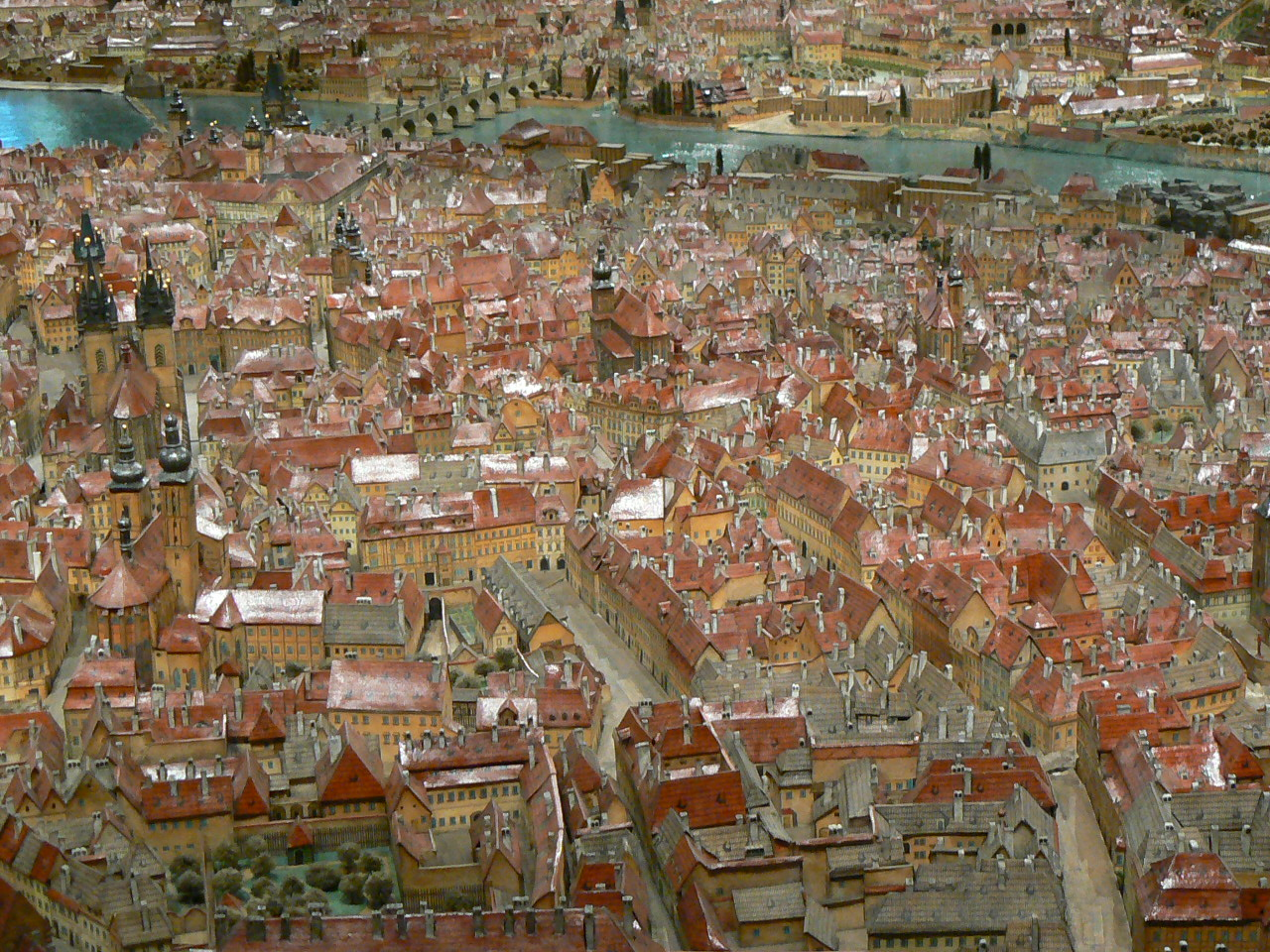
Das Modell

Nach dem Kauf wurde das Modell erstmals 1862 im alten Rathaus ausgestellt. Es wurde in der Folgezeit öfter ausgestellt, bis es 1905 Teil der Dauerausstellung des Vaterländischen Museums wurde. 1943 wurde das Modell im Krieg in Sicherheit gebracht. Danach gab es wertvolle Hinweise zur Rekonstruktion einiger im Krieg beschädigter Bauten. 1954 wurde es vom Museum der Hauptstadt Prag übernommen. Dort ist es heute zu besichtigen, nachdem man es mehrfach restauriert hat.
Langweils Modell der Stadt Prag zeigt anschaulich die Innenstadt Prags mit Altstadt, Judenviertel, Kleinseite und Hradschín in der Zeit vor den großen Umbauten der zweiten Hälfte des 19. Jahrhunderts. Im Modell sind etwa 2000 Gebäude im Maßstab 1:480 dargestellt. Etwa 1000 dieser Bauten wurden im Lauf der Zeit abgebrochen bzw. umgebaut und existieren daher nicht mehr im Original der 1830er-Jahre. Die Grundfläche des Kunstwerkes beträgt 20 Quadratmeter.
Das Modell ist komplett aus Papier errichtet worden, das mittels lithografischer Techniken mit den jeweiligen Ansichten der einzelnen Gebäude bedruckt wurde. Dabei erstaunt die Detailfülle, die nicht nur Architekturdetails wie Fenstereinteilungen, Stuckaturen und Türklinken zeigt, sondern auch Details des Alltagslebens, wie angelehnte Leitern oder gestapelte und gelagerte Materialien, ebenso wie Putzschäden der Häuser. Auch einige Späße hatte sich Langweil erlaubt, so kann man zum Beispiel Palmen und eingeschlagene Fenster entdecken. Die Dächer sind dagegen Serienanfertigungen mit ähnlichen Texturen, ebenso gibt es typisierte Schornsteine. Komplizierte Kleinformen, wie Statuen und Turmbedachungen sind aus lackiertem Holz hergestellt.

## Rezeption
Nach Langweils Vorbild erbaute Rudolf Šíp (1906–1977) im Verlauf seiner letzten zwölf Lebensjahre ein Modell der Stadt Prag im etwas größeren Maßstab 1:420. Dieses Modell kann im Království železnic (Königreich der Eisenbahnen) im Prager Stadtteil Smíchov besichtigt werden.